# Lijst van helikopterbouwers naar land van herkomst
Dit is een lijst van helikopterbouwers naar land van herkomst. 

## België
- Nicolas Florine
- Henri Villard

## Denemarken
- Jacob Christian Ellehammer

## Duitsland
- Flettner
- Focke-Achgelis

## Frankrijk
- Breguet-Richet
- Breguet-Dorand
- Paul Cornu
- Douheret
- Oemichen
- Henry Villard

## Italië
- Agusta
- Corridion d'Ascanio

## Nederland
- Albert Gillis von Baumhauer
- NHI
- SOBEH

## Oostenrijk
- Oscar Asboth
- Petroczy-Karman-Zurovec
- Wiener Neustadter Flugzeugwerke (Doblhoff)
- Nagler-Hafner

## Rusland
- Bratukhin
- Kamov
- Mil
- Sikorsky
- Boris Yuriev

## Spanje
- Cierva
- Raúl Pateras de Pescara

## Oekraïne
- Aerokopter
- Aviaimpex

## Verenigde Staten van Amerika
- Air & Space
- Bell
- Bendix
- Bensen
- Berliner
- Boeing-Vertol
- Brantly
- Buhl Aircraft
- Cessna
- Fairchild
- Firestone
- HERC
- Hiller
- Hughes
- Jensen
- Kaman
- Kellett
- Landgraf
- McCulloch
- McDonnell
- McDonnell Douglas
- Platt-LePage
- Piasecki
- Pitcairn
- Seibel
- Sikorsky
- Vertol

## Verenigd Koninkrijk
- AVRO
- Bristol
- British Aircraft Manufacturing
- Campbell
- Cierva-Rotorcraft
- Cierva-Weir
- Fairey
- Raoul Hafner
- De Havilland
- Hunting Percival
- Kay
- John Murray
- Nagler-Hafner
- Rotorcraft
- Royal Air Establishment (Louis Brennan)
- Saunders-Roe (SARO)
- Watkinson
- Weir
- Westland